# Aeroméxico Connect
Aeroméxico Connect, anteriormente conocida como Aerolitoral, es la aerolínea filial a grupo Aeroméxico, con base de operaciones en el Aeropuerto Internacional de la Ciudad de México y una subbase en el aeropuerto de Monterrey. Ofrece más de 400 vuelos diarios a 60 destinos en México, Centroamérica y Estados Unidos. Los vuelos de Aeroméxico Connect se comercializan como Aeroméxico.

## Historia

### Inicios
La aerolínea fue constituida en 1988 como Servicios Aéreos Litoral, y el 1 de diciembre de 1990 se convirtió en subsidiaria de Aeroméxico. Comenzó con una flota de 4 aviones NAMC YS-11 en 1988  y originalmente tenía su base en Veracruz. En febrero de 1992, Aeroméxico inició otra aerolínea alimentadora regional, Aerovías de Poniente, S.A. de C.V. con sede en Guadalajara utilizando Fairchild Metros. La flota fue reemplazada y expandida bastante rápido entre 1991 y 1995 y creció a un total de 29 aviones Fairchild Metro III y Fairchild Metro 23 entre los dos alimentadores.

### Mediados de la década de 1990
En 1991, la base principal se trasladó a Monterrey y en 1992, Aeroponiente inició operaciones desde Guadalajara. Se fusionó la lista de antigüedad de los pilotos y se adoptó un esquema de pintura común utilizando el logo de Aeroméxico. Desde 1992, Aerolitoral ha sido la única fuente de pilotos para Aeroméxico con más de 400 pilotos transferidos hasta el día de hoy. En 1993 se abrió una pequeña base en Culiacán y después de 3 meses se trasladó a Chihuahua. En 1995, la aerolínea de cercanías tenía tres bases con 29 aviones.

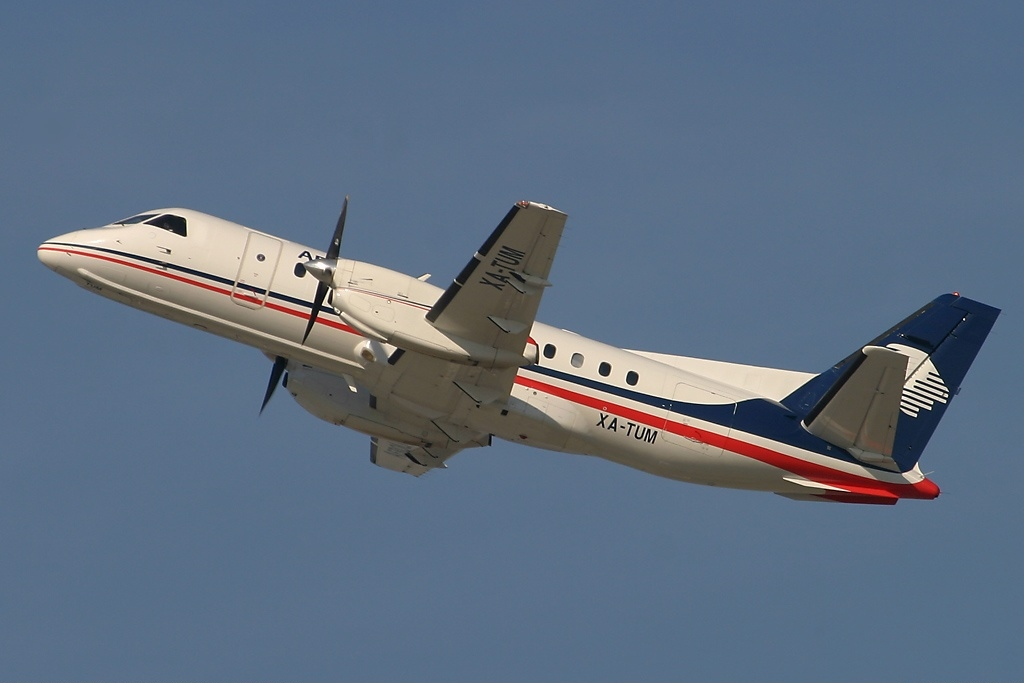
Saab 340B de AeroLitoral despegando del Aeropuerto Internacional de Los Ángeles

La red de rutas se expandió por todo el norte de México, y durante un breve período se operaron algunas rutas a Estados Unidos, como: Harlingen, McAllen, Corpus Christi y Austin en Texas, así como a Albuquerque, Nuevo México. Las principales rutas estadounidenses operadas en este período fueron San Antonio, Tucson, El Paso y Phoenix.
En 1996, las dos aerolíneas se fusionaron en AeroLitoral S.A de C.V., lo que provocó que algunos problemas laborales continuaran durante 1997 y una huelga de pilotos en el mismo año. Había una gran demanda de un avión más grande en la red de rutas y el Fairchild Metro de 19 plazas no era suficiente. Después de una larga selección, los Saab 340B se introdujeron a finales de 1997. En 1998 se agregaron nuevos servicios a los Estados Unidos desde Piedras Negras y de Chihuahua a Dallas.
A principios de 1999, AeroLitoral operaba 29 Fairchild Metros y 6 Saab 340B. Un Fairchild Metro XA-RYY se convirtió en carguero y se reanudaron las operaciones a la Ciudad de México en nombre de Aeromexpress. En agosto de 1999 se nombró un nuevo director general y Raúl Sáenz Campos reemplazó a Carlos Treviño Treviño luego de un largo tiempo en la aerolínea. En diciembre del mismo año, la junta directiva decidió iniciar un proceso de renovación de flota, reemplazando los primeros 3 Fairchild Metros.

### Nuevo milenio
En el período comprendido entre los años 2000 y 2002, se añadieron 13 Saab 340B más para sustituir a Metros, con una flota máxima de 22 Saab 340B. En el tercer trimestre de 2001 se lanzaron servicios a San Diego vía Mexicali, a Zacatecas vía Puerto Vallarta y Monterrey. Sin embargo, estos servicios se interrumpieron poco después de los ataques del 11 de septiembre. El 6 de septiembre de 2001 se produjo un accidente sin víctimas mortales, se trató de un Saab 340B con la matrícula XA-ACK que se estrelló a 15 millas al sureste de Tijuana. El avión sufrió falta de combustible, debido a una indicación falsa en los indicadores de combustible de la cabina de vuelo, provocada por un elemento defectuoso en el sistema, que reflejaba más combustible del que realmente tenía la aeronave.

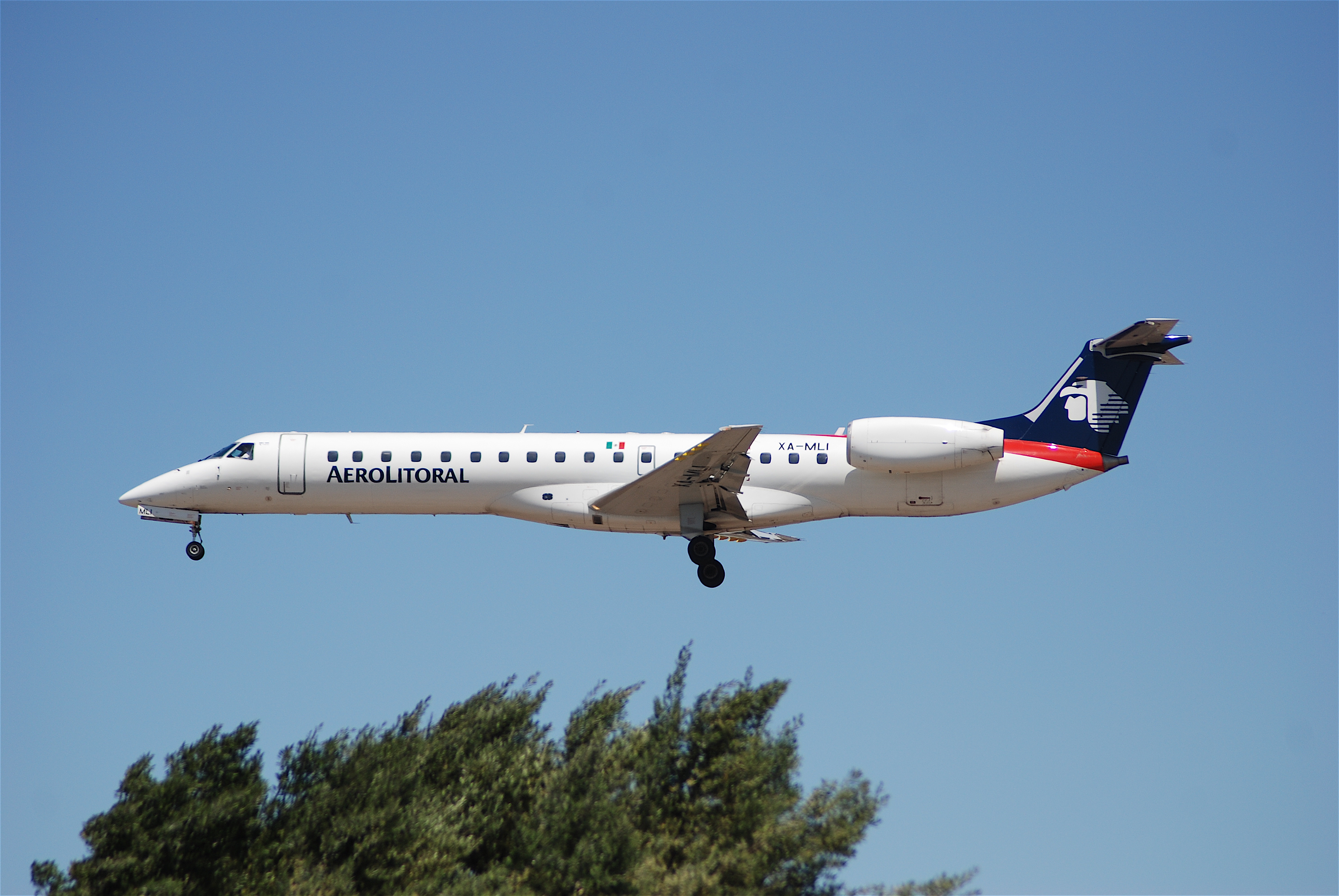
Embraer ERJ 145 de AeroLitoral despegando del Aeropuerto Internacional de Los Ángeles

Después de los ataques del 11 de septiembre de 2001, AeroLitoral experimentó una caída en el tráfico aéreo y redujo su flota para sobrevivir. Se cancelaron los servicios a San Diego, El Paso y Laredo. San Antonio, Phoenix y Tucson se redujeron, además con el crecimiento de Aviacsa en el mercado nacional con su flota de Boeing 737-200 invadiendo las rutas más rentables desde Monterrey a León, Ciudad Juárez, Culiacán y Guadalajara. La aerolínea experimentó graves problemas económicos y en 2002 muchos empleados fueron despedidos, entre ellos 50 pilotos. En 2002, se introdujeron servicios a Los Ángeles y Ontario, California en nombre de Aeroméxico, mientras que se cancelaron los servicios a Phoenix y Laredo.

A principios de 2003, con una flota de 3 Fairchild Metro y 22 Saab 340B, los factores de ocupación se estaban recuperando como ocurre con muchas otras aerolíneas en todo el mundo. Ese mismo año, AeroLitoral anunció la adquisición de los primeros 5 Embraer ERJ 145, con entregas a partir de mediados de 2004. En diciembre de 2003, después de operar una flota máxima durante 13 años con 28 aviones, se retiraron los últimos 3 Fairchild Metro. A principios del año siguiente, los primeros 3 ERJ-145 llegaron desde Brasil a Monterrey y comenzaron a reemplazar a los Saab en las rutas desde Monterrey que duraron más de 1 hora y 50 minutos. Los primeros vuelos fueron principalmente a Chihuahua, Guadalajara y Ciudad Juárez, y ese mismo año se agregaron dos aviones iguales. En este mismo año se firmó un contrato de arrendamiento con tripulación entre Aerocaribe y AeroLitoral. El acuerdo establecía que AeroLitoral prestaría servicio en las rutas del Sur Oriente del país por cuenta de Aerocaribe. El contrato cubría el arrendamiento con tripulación de 3 Saab 340B que operaban las rutas a Mérida, Tuxla Gutiérrez y el servicio de transporte entre Cancún y Cozumel. El acuerdo duró un año y finalizó a finales de mayo de 2005.

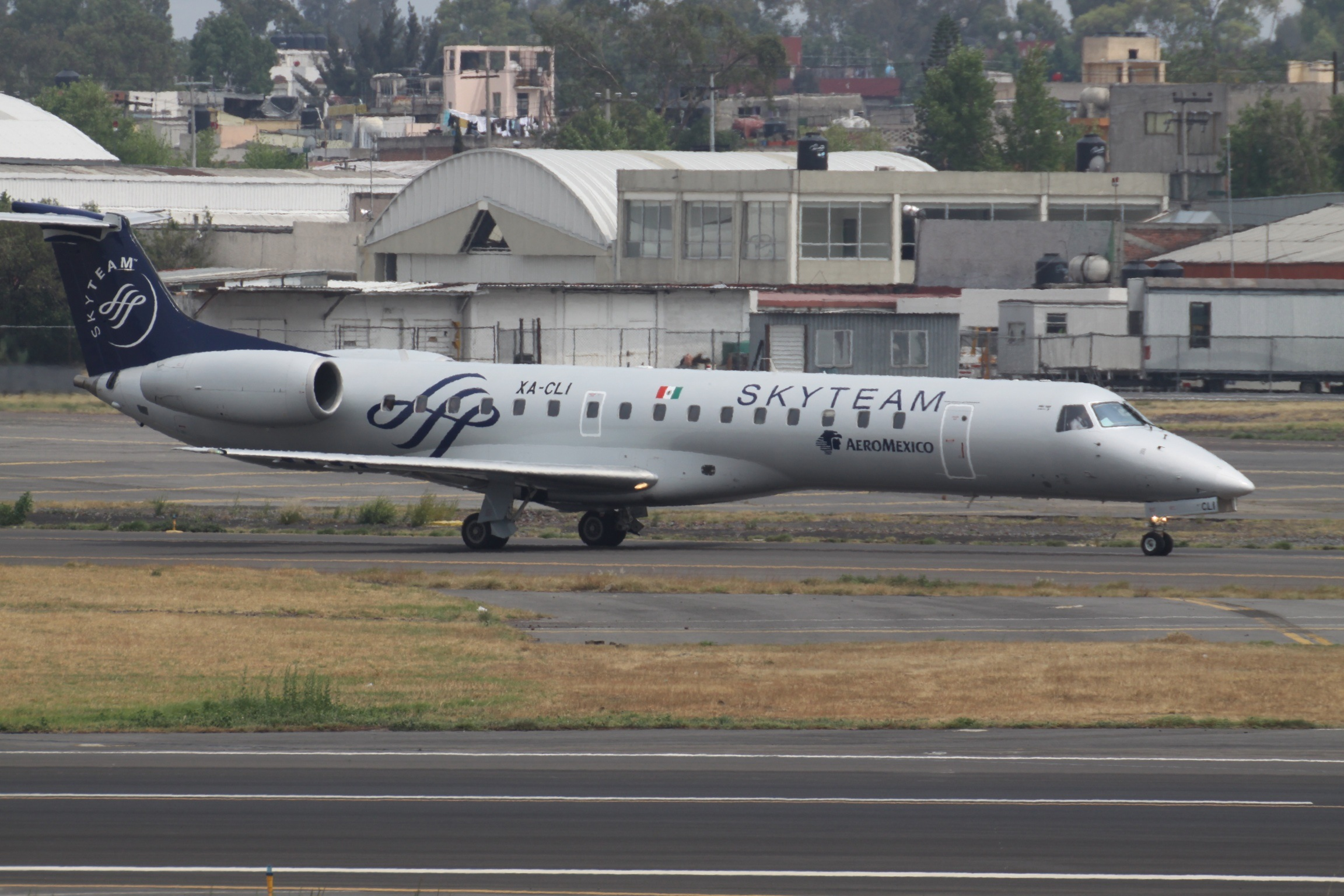
Embraer ERJ 145 de Aeroméxico Connect con los colores de SkyTeam en el Aeropuerto Internacional de la Ciudad de México

En 2005, se introdujeron los primeros servicios regulares dentro y fuera de la Ciudad de México por parte de Aeroméxico a Ciudad Obregón y Los Mochis, utilizando aviones ERJ-145. Durante este año, se introdujeron cinco ERJ-145 más en la flota, introduciendo nuevas rutas hacia el centro de México y el sureste del país, además de aumentar el tamaño de la flota a 10 aviones.
En 2006, AeroLitoral adquirió los servicios desde la Ciudad de México a Campeche y Durango, anteriormente operado por Aeromar en nombre de Aeroméxico, y reanudó las operaciones a Reynosa, Oaxaca y otros pares de ciudades no rentables de Aeroméxico. A finales de 2006, se estableció una base de tripulación de ERJ en la Ciudad de México, se introdujeron 13 ERJ más en la flota, la mayoría de ellos además, elevando el número a 23 al final del año.
En 2007, AeroLitoral regresó a Austin en nombre de Aeroméxico desde la Ciudad de México, reabrió el centro en Guadalajara con una flota de ERJ, que creció a 32 aviones. En noviembre de 2007, Aeroméxico anunció que AeroLitoral se convertiría en Aeroméxico Connect una vez que llegaran los E-190, y así fue. La aerolínea cambió su razón social, imagen e introdujo una nueva filosofía de complementar a Aeroméxico en algunos vuelos nacionales e internacionales, en lugar de alimentar únicamente los hubs de la aerolínea. Los primeros cuatro Embraer 190 nuevos llegaron en octubre de 2007 y principios de 2008, y la aerolínea anunció un pedido de 12 aviones más que comenzaron a llegar a principios de 2009. 

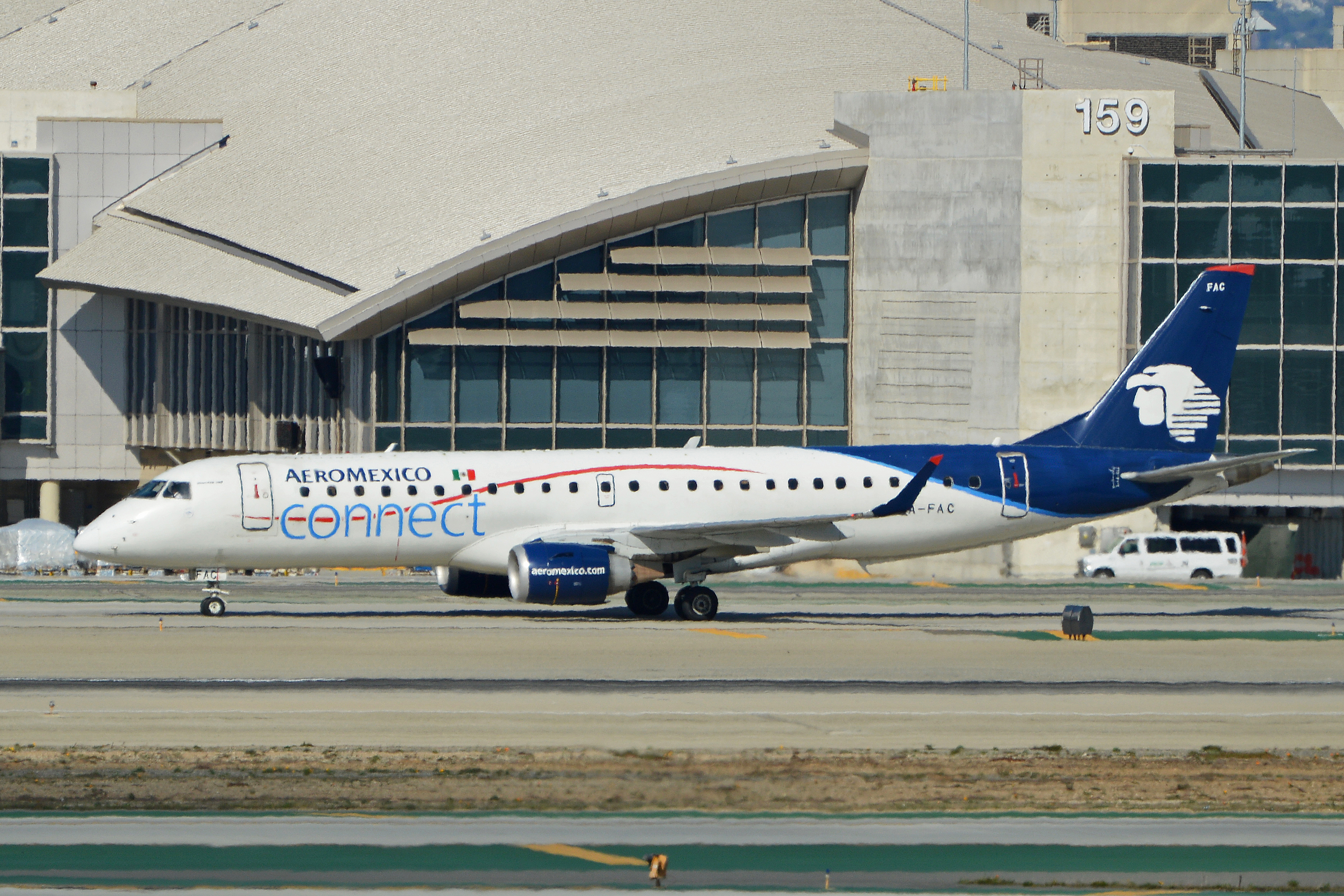
Embraer 190 de Aeroméxico Connect Aeropuerto Internacional de Los Ángeles

En noviembre, SkyTeam pintó el E-145 de Aeroméxico Connect con los colores de SkyTeam. Desde marzo de 2008, Grupo Aeroméxico ha sido el principal beneficiado de operar en la Terminal 2 del Aeropuerto Internacional de la Ciudad de México. En 2017, la aeroliena decidió retirar a su último E-145, los cuales fueron remplazados por Embraers más modenos y espaciosos. El último vuelo se realizó el 1 de mayo en la ruta Houston-Monterrey.
A partir del 11 de diciembre de 2021, Grupo Aeroméxico trasladó algunos vuelos domésticos operados por Aeroméxico Connect a la Terminal 1 del Aeropuerto Internacional de la Ciudad de México. Aeroméxico Connect fue una de las primeras líneas aéreas que empezaron a operar a partir de 2022 desde el nuevo Aeropuerto Internacional Felipe Ángeles, siendo el vuelo 890 de esta compañía, el primer vuelo comercial que despegó de este aeropuerto, el 21 de marzo con destino a Villahermosa, Tabasco. En 2023, la aerolínea volvió a salir de la Terminal 1 debido a la saturación del Aeropuerto Internacional de la Ciudad de México.
En 28 de agosto de 2024, fue presentando al público la nueva librea que portaria la compañía Aeroméxico por la celebración de su 90 aniversario, siendo el primer avión en ser pintado un Embraer 190 con matrícula XA-IAC.

## Destinos

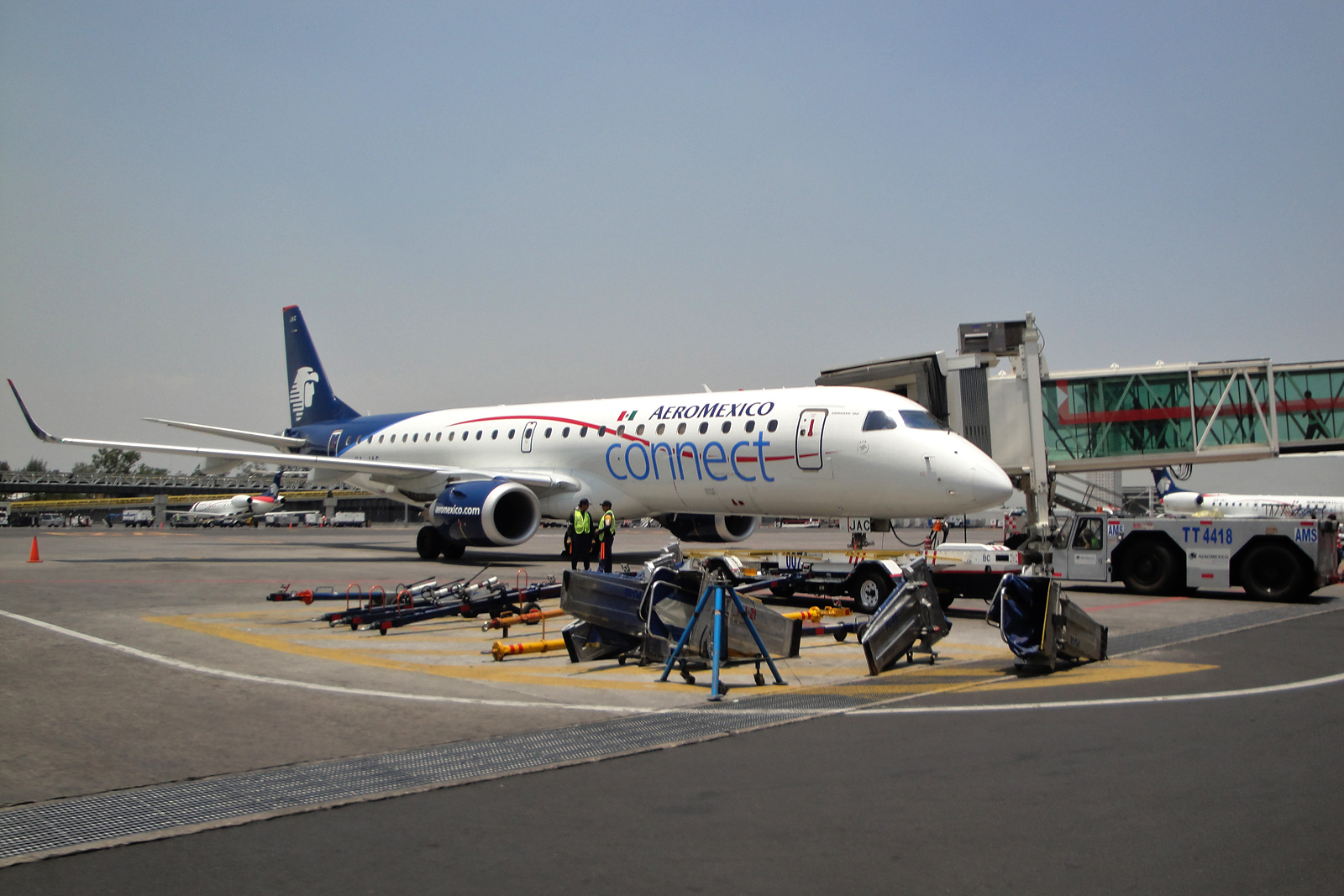
Embraer 190 en el Aeropuerto Internacional de la Ciudad de México

Aeroméxico Connect vuela a 44 destinos en México, 11 en Estados Unidos de América y 5 en Centroamérica y el Caribe.

## Flota

### Flota actual
A julio de 2025, la edad promedio de la flota de Aeroméxico Connect es de 15.5 años. La flota de Aeroméxico Connect consiste de las siguientes aeronaves:

### Flota histórica

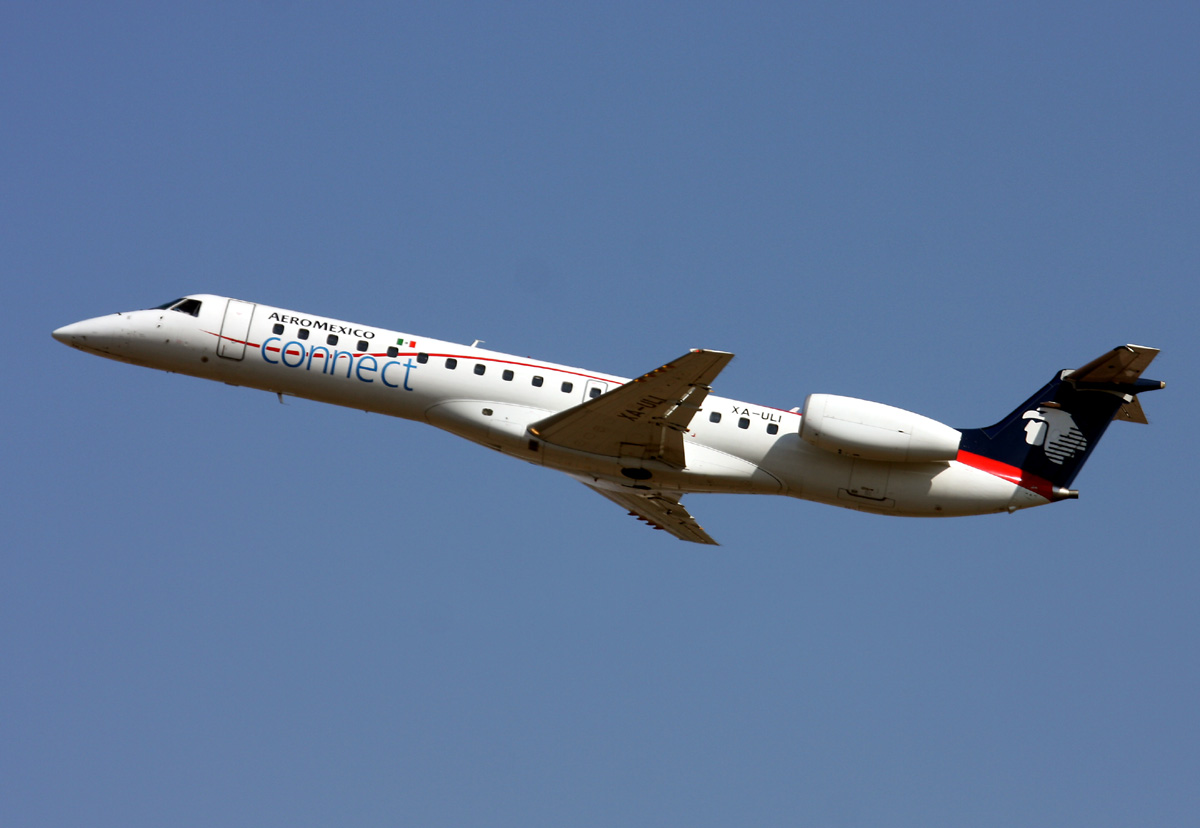
Un antiguo Embraer ERJ-145 de Aeromexico Connect en 2011

Aeroméxico Connect también operó anteriormente los siguientes tipos de aeronaves:
| Aeronaves                  | Total | Introducido | Retirado |
| -------------------------- | ----- | ----------- | -------- |
| Embraer ERJ 145            | 40    | 2007        | 2017     |
| Embraer E-170              | 13    | 2012        | 2020     |
| Embraer E-175              | 3     | 2013        | 2017     |
| Fairchild SA227 Metroliner | 23    | 1991        | 1999     |
| Saab 340                   | 9     | 1999        | 2010     |

## Accidentes e incidentes
Aeroméxico Connect y su predecesor, Aerolitoral, nunca han tenido un accidente con pérdida de vidas, aunque ha tenido 7 accidentes, con 2 pérdidas de casco.
- El 6 de septiembre de 2001, el vuelo 2130 de Aerolitoral el cual era operado por un Saab 340 con matrícula XA-ACK sufrió un fallo en su segundo motor, lo que obligó a los pilotos a realizar un aterrizaje de emergencia en un campo del Valle de Las Palmas. La aeronave había estado operando el del Aeropuerto Internacional Abraham González al Aeropuerto Internacional de Tijuana con 29 pasajeros y tres miembros de la tripulación a bordo, ninguno de los cuales resultó gravemente herido a pesar de que el avión sufrió daños irreparables.[3]
- El 21 de enero de 2010, el vuelo 2051 de Aeroméxico Connect que volaba del Aeropuerto Internacional General Ignacio Pesqueira García al Aeropuerto Internacional de Los Ángeles se salió de la pista al desviarse en el Aeropuerto Internacional de Tijuana en malas condiciones climáticas que incluían ráfagas de viento. No hubo heridos entre las 39 personas a bordo del Embraer ERJ 145 con matrícula XA-WAC, que fue reparado y devuelto al servicio.[13]
- El 10 de mayo de 2010, un Embraer ERJ 145, operando como el vuelo 921 de Aeroméxico Connect, informó una indicación de marcha insegura al acercarse. A bordo del vuelo, con servicio a la Aeropuerto Internacional de la Ciudad de México desde el Aeropuerto Internacional de Monterrey, viajaban 27 pasajeros. La tripulación abortó la aproximación y entró en una espera para solucionar problemas, continuó la indicación de inseguridad. Después de una posterior aproximación baja, la torre informó que todo el equipo parecía estar correctamente bajado. El avión aterrizó de forma segura unos 30 minutos después de abortar la primera aproximación.[14]
- El 23 de junio de 2011, el vuelo 2471 de Aeroméxico Connect con servicio al Aeropuerto Internacional de la Ciudad de México desde Aeropuerto Internacional Quetzalcóatl, fue alcanzado por dos rayos. El Embraer ERJ 145 con matrícula XA-SLI con 43 personas a bordo, sufrió daños en el sistema. El olor a humo en la cabina hizo que los pilotos se desviaran al Aeropuerto Internacional de Monterrey para un aterrizaje seguro. No se reportaron heridos y el avión sufrió daños menores.[15]
- El 17 de marzo de 2012, un Embraer ERJ 145 con matrícula XA-TAC, experimentó una pérdida de presión en la cabina. El vuelo 2469 de Aeroméxico Connect se dirigía a Aeropuerto Internacional de Monterrey desde el Aeropuerto Internacional General Heriberto Jara con 48 pasajeros y tres tripulantes. Cerca de Tampico, Tamaulipas, la tripulación inició un descenso de emergencia y un desvío al Aeropuerto Internacional de Tampico. El avión aterrizó de manera segura y no se reportaron heridos.[16]
- El 31 de julio de 2018: una aeronave Embraer ERJ-190AR con matrícula XA-GAL que operaba el vuelo 2431 de Aeroméxico Connect con destino al Aeropuerto Internacional de la Ciudad de México impactó contra el terreno poco después de despegar del Aeropuerto de Durango. A bordo de la aeronave se encontraban 99 pasajeros y 4 miembros de tripulación los cuales lograron salir poco antes de que el avión se incendiara. Había 85 personas heridas, 49 fueron trasladas a varios hospitales.[17][18][19][20]
- El 10 de agosto de 2018: el vuelo 148 de Aeroméxico Connect con dirección a Puerto Vallarta fue evacuado en el Aeropuerto Internacional de la Ciudad de México justo antes de despegar, la causa fue que una de las sobrecargos notó fuego en uno de los motores. El avión fue un Embraer ERJ-190AR en el que iban a bordo 65 pasajeros; ninguno resultó lesionado o herido. Entre ellos un pasajero informó vía telefónica de forma anónima al periódico Reforma todos los detalles.[21]